# 巧克力噴泉

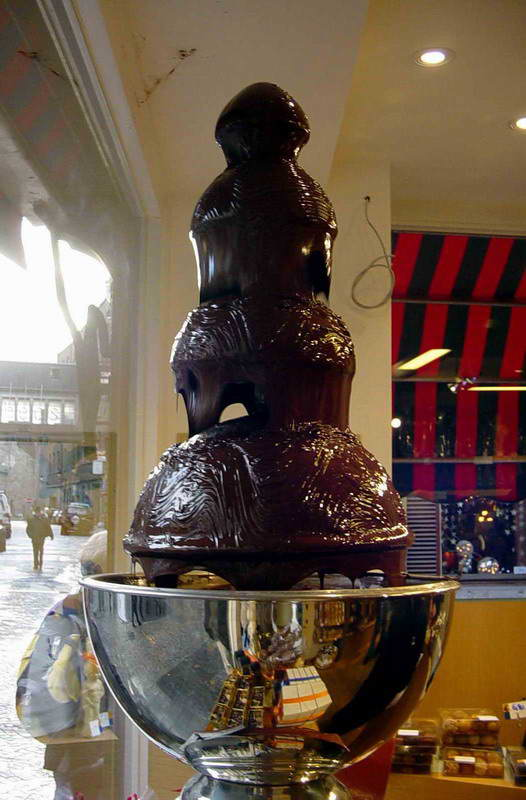
在比利時布魯塞爾的商店的巧克力噴泉。

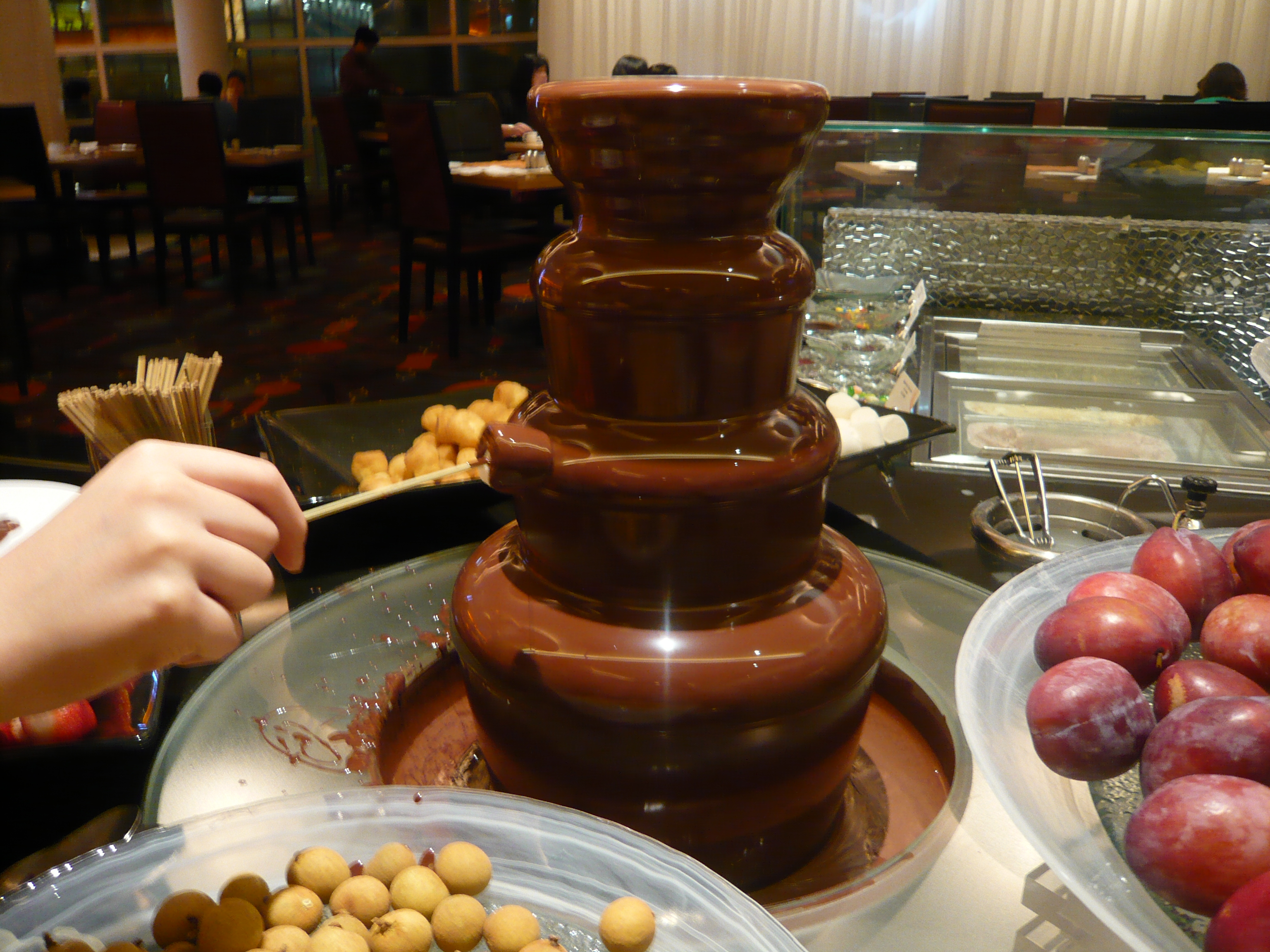
在香港朗廷酒店的巧克力噴泉。

巧克力噴泉是一种用于制作巧克力火锅的器具。典型的巧克力喷泉机有2-4英尺高，看起来像由被截去锥顶的圆锥体从底盆开始往上堆叠而成，顶部呈冠状。加热的底盆使巧克力一直保持在融化状态。液状的巧克力进入喷泉机中央的缸体，进而被旋转的螺旋转运输到喷泉机顶部，再从顶部流回底部。流经的梯状圆锥体制造了巧克力瀑布的效果，通常可用部份類型的水果、棉花糖等蘸取巧克力，讓巧克力凝結在水果、棉花糖上面，然後食用。

## 巧克力喷泉的种类

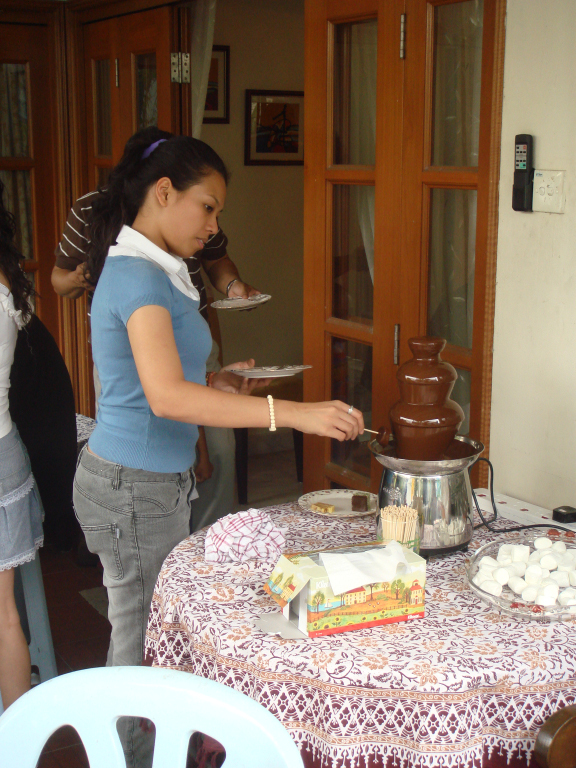
家用型巧克力喷泉机

巧克力喷泉一般可分为商业使用型和家庭使用型。基于制造厂商和价位的不同，巧克力喷泉的品質也不一样。

### 商业使用型
商业使用型巧克力喷泉高度为27英寸到52英寸之间，其设计定位于面向专业的餐饮服务环境。这种巧克力喷泉通常由食品级不锈钢制成，所以较耐用。有的商业用型喷泉机可容纳高达35磅的巧克力。

### 家庭使用型
家庭使用型巧克力喷泉高大约19英寸。这种巧克力喷泉的制作材料主要是塑料，可能包含一些不锈钢部件。有些公司也会生产全不锈钢的家用型喷泉机，通常可以使用洗碗机清洗。可容纳的巧克力一般不会高于6磅。

## 巧克力喷泉专用巧克力
融化的巧克力对温度非常敏感，因此通常使用可可脂含量非常高的考维曲巧克力。浓郁的可可脂可确保液化巧克力持续稳定的流动。如果使用的巧克力可可脂含量过低，就必须加入提高粘性的添加剂（一般使用植物油）。除非专门为巧克力喷泉设计的专门巧克力，一般的考维曲巧克力融化后的粘性度还是达不到流畅的循环流动的要求，因此还是要求额外加入植物油。由于植物油的加入会影响巧克力的香味和口感，推荐使用专用巧克力喷泉巧克力。大部分巧克力喷泉机底盘温度不足以直接融化巧克力，因此通常先用微波炉把巧克力融化，再加入喷泉机。
专用高可可脂巧克力价格一般较高，另一种较便宜的选择是巧克力口味的糖浆，也被称为「巧克力涂料」。巧克力糖浆价格便宜，并且本身已经是液体，因此不需要先加热融化，较方便。上乘的比利时巧克力虽然价格昂贵，但是其质量及口感非常優良。

## 历史
巧克力喷泉的流行始于一家名为设计与实现的加拿大公司。但是其普及度相对较低，直到更多的公司，像自助餐增强和Sephra，开始步入巧克力喷泉的市场，并通过增加顾客群使产品更易见。
最初的市场完全是商业用型的巧克力喷泉，因为巧克力喷泉机上千元的昂贵价并要求特殊的维护保养。巧克力喷泉的市场开始普及到零售给家庭用户是因为有些在宴席活动中看到商业版的巧克力喷泉机的顾客开始询问是否可以购买家用型的。于是，在2004年底，Hellmann Group 公司开始在市场上推出供个人使用的怀旧巧克力喷泉机。Sephra紧跟其后，在2005年推出了一款高端的家用型巧克力喷泉机。这些新型的个人使用版价格定位于日常消费者并且容易操作。
巧克力喷泉进入零售市场一举导致需求很快到达高峰。消费者对新颖的家庭版喷泉机非常兴奋，巧克力喷泉也随之常常成为人们讨论的话题。因此，餐饮行业提供的餐饮服务中巧克力喷泉的要求也在增加。这也在巧克力火锅界引起了一阵创新风。不同口味的香油被开发，如薄荷，橙子以及卡布其诺等，给巧克力带来了新的口感。餐饮服务提供商还开始在白巧克力中加入食用颜色，以适应特殊假日以及宴席的需要。更有一些提供商以及家庭用户开始发明一些特殊的，适合在喷泉机中流动顺畅的非巧克力火锅菜谱。其中较为流行的包括焦糖，奶酪，枫叶糖浆，牧场调料以及烧烤酱。由于越来越多的人开始使用喷泉机制作其他类型的非巧克力喷泉，其也因此成了名副其实的“火锅喷泉机”。
如今，商业版的巧克力喷泉机已普遍使用于盛典，上流婚礼以及各种高级餐饮宴席，而家庭巧克力喷泉机更常见于生日晚会以及朋友聚会。

## 琐事
2012年新北市兒童藝術節曾展出10公尺高的巧克力噴泉。瑞士一家巧克力製造商建了9公尺高的巧克力噴泉。美國拉斯维加斯的贝拉焦酒店内的让.菲利普法式饼店有27英尺（8.2）高的巧克力噴泉。